# Floreffe
Floreffe (en való Florefe) és un municipi belga de la província de Namur a la regió valona. Aplega les localitats de Floreffe, Floriffoux, Franière i Soye. Limita al nord-oest amb Jemeppe-sur-Sambre, a l'est amb Namur, al sud-oest amb Fosses-la-Ville i al sud-est amb Profondeville.